# Ripper Street
Ripper Street es una serie de televisión británica creada y escrita por Richard Warlow, y que fue transmitida por la BBC One. Se estrenó el 30 de diciembre de 2012, y fue protagonizada por Matthew Macfadyen, Jerome Flynn, y Adam Rothenberg. 'Ripper Street' volvió a través de una secuela de ocho partes (segunda temporada) a partir del 28 de octubre de 2013.

## Argumento

### Primera temporada
La serie comienza en abril de 1889, seis meses después de la última matanza de Jack el Destripador. Edmund Reid como Inspector de la División H, es el responsable de la vigilancia de Whitechapel (territorio de East London): un distrito con una población de 67.000 pobres y desposeídos. Los hombres de la División H no lograron dar caza al apodado Destripador, y a medida que más mujeres son asesinadas en las cercanías de Whitechapel, la policía comienza a preguntarse si el asesino ha vuelto.

### Segunda temporada
Ambientada en 1890, muchas cosas han cambiado desde la última temporada: la esposa del Inspector Reid, Emily, le ha dejado después de que él le diera falsas esperanzas de que su hija pudo no haberse ahogado; Rose Erskine ha dejado el burdel para trabajar como camarera en la sala de música y teatro de Blewett ; el sargento Drake se ha casado con Bella, otra de las chicas de Susan; y se introduce un nuevo policía detective, Albert Vuelo (Damien Molony).

### Tercera temporada
En febrero del 2014 se anunció la tercera temporada y el rodaje empezó en mayo de ese mismo año. La serie se mostró exclusivamente en Amazon Prime antes de ser exhibida en la BBC. La narración se llevará a cabo cuatro años después de los acontecimientos de la segunda serie, 1894.

## Elenco
- Matthew Macfadyen como Edmund Reid, inspector detective.
- Jerome Flynn como Bennet Drake, sargento detective.
- Adam Rothenberg como capitán Homer Jackson/Matthew Judge.
- MyAnna Buring como Long Susan (Hart)/Caitlin Swift.
- Charlene McKenna como Rose Erskine.
- Amanda Hale como Emily Reid (primera temporada).
- Jonathan Barnwell como Dick Hobbs, agente de policía (primera temporada).
- Damien Molony como Albert Flight, como policía detective (segunda temporada).
- Clive Russell como Fred Abbeline, inspector jefe.
- David Wilmot como sargento Donald Artherton.
- David Dawson como Fred Best.
- Joseph Mawle como Jedediah Shine, inspector detective (segunda temporada).
- Gillian Saker como Bella Drake (segunda temporada).

## Episodios

### Primera temporada
| N.º | Título                          | Director      | Guionista                         | Primera emisión         | Audiencia (en millones) |
| --- | ------------------------------- | ------------- | --------------------------------- | ----------------------- | ----------------------- |
| 1   | «I Need Light»                  | Tom Shankland | Richard Warlow                    | 30 de diciembre de 2012 | 7.89                    |
| 2   | «In My Protection»              | Tom Shankland | Richard Warlow                    | 6 de enero de 2013      | 6.94                    |
| 3   | «The King Came Calling»         | Andy Wilson   | Declan Croghan y Richard Warlow   | 13 de enero de 2013     | 6.54                    |
| 4   | «The Good of This City»         | Andy Wilson   | Julie Rutterford y Richard Warlow | 20 de enero de 2013     | 6.95                    |
| 5   | «The Weight of One Man's Heart» | Colm McCarthy | Toby Finlay                       | 27 de enero de 2013     | 6.47                    |
| 6   | «Tournament of Shadows»         | Colm McCarthy | Toby Finlay                       | 3 de febrero de 2013    | 6.31                    |
| 7   | «A Man of My Company»           | Andy Wilson   | Richard Warlow                    | 17 de febrero de 2013   | 6.10                    |
| 8   | «What Use Our Work?»            | Andy Wilson   | Richard Warlow                    | 24 de febrero de 2013   | 7.89                    |

### Segunda temporada
| N.º | Título                     | Director           | Guionista                       | Primera emisión         | Audiencia (en millones) |
| --- | -------------------------- | ------------------ | ------------------------------- | ----------------------- | ----------------------- |
| 1   | «Pure as the Driven»       | Tom Shankland      | Richard Warlow                  | 28 de octubre de 2013   | 6.45                    |
| 2   | «Am I Not Monstrous?»      | Tom Shankland      | Richard Warlow                  | 4 de noviembre de 2013  | 5.48                    |
| 3   | «Become Man»               | Christopher Menaul | Marnie Dickens                  | 11 de noviembre de 2013 | 5.03                    |
| 4   | «Dynamite and a Woman»     | Christopher Menaul | Jamie Crichton y Richard Warlow | 18 de noviembre de 2013 | Bajo 4.39               |
| 5   | «Threads of Silk and Gold» | Kieron Hawkes      | Thomas Martin y Toby Finlay     | 25 de noviembre de 2013 | 4.27                    |
| 6   | «A Stronger Loving World»  | Kieron Hawkes      | Toby Finlay                     | 2 de diciembre de 2013  | 4.18                    |
| 7   | «Our Betrayal - Part one»  | Andy Wilson        | Richard Warlow                  | 9 de diciembre de 2013  | Bajo 4.18               |
| 8   | «Our Betrayal - Part two»  | Andy Wilson        | Richard Warlow                  | 16 de diciembre de 2013 | 4.63                    |

### Tercera temporada
| N.º | Título                       | Director       | Guionista       | Primera emisión                                                   | Audiencia (en millones) |
| --- | ---------------------------- | -------------- | --------------- | ----------------------------------------------------------------- | ----------------------- |
| 1   | «Whitechapel Terminus»       | Andy Wilson    | Richard Warlow  | 14 de noviembre de 2014 Amazon 31 de julio de 2015 (BBC One)      | 4.92                    |
| 2   | «The Beating of Her Wings»   | Andy Wilson    | Toby Finlay     | 14 de noviembre de 2014 Amazon 07 de agosto de 2015 (BBC One)     | 4.44                    |
| 3   | «Ashes and Diamonds»         | Anthony Byrne  | Toby Finlay     | 21 de noviembre de 2014 Amazon 14 de agosto de 2015 (BBC One)     | 3.75                    |
| 4   | «Your Father, My Friend»     | Andy Wilson    | Richard Warlow  | 28 de noviembre de 2014 Amazon 21 de agosto de 2015 (BBC One)     | 3.71                    |
| 5   | «Heavy Boots»                | Andy Wilson    | Richard Warlow  | 05 de diciembre de 2014 Amazon 28 de agosto de 2015 (BBC One)     | —                       |
| 6   | «The Incontrovertible Truth» | Anthony Byrne  | Richard Warlow  | 12 de diciembre de 2014 Amazon 04 de septiembre de 2015 (BBC One) | —                       |
| 7   | «Live Free, Live True»       | Saul Metzstein | Rachel Bennette | 19 de diciembre de 2014 Amazon 11 de septiembre de 2015 (BBC One) | 3.59                    |
| 8   | «The Peace of Edmund Reid»   | Saul Metzstein | Richard Warlow  | 26 de diciembre de 2014 Amazon 18 de septiembre de 2015 (BBC One) | —                       |